# لواء (منغوليا الداخلية)
لواء (منغوليا الداخلية)

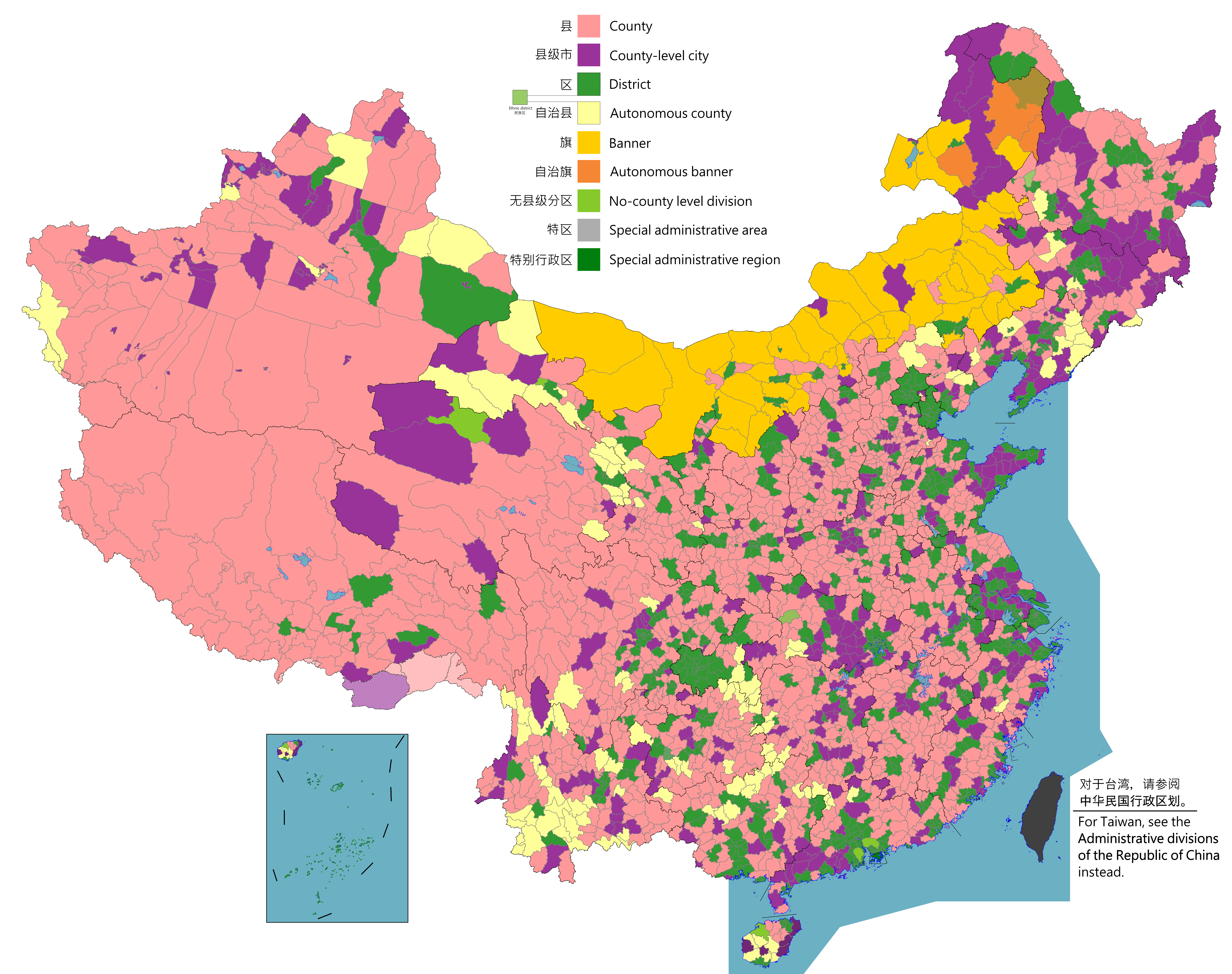

بالصينية:旗 ، بالبينيين: qí ، بالمنغولية: ، بالخط السيريلي: Хошуу ، بالخط الروماني:khoshuu ، بالماندشو: ، بالخط الروماني: Niru
يقابله مصطلح سنجق في اللغة العربية الماخوذة عن اللغة التركية العثمانية.
هو تقسيم إداري في منطقة منغوليا الداخلية ذات الحكم الذاتي في جمهورية الصين الشعبية.
استعمل هذا التقسيم لأول مرة في عهذ حكم سلالة قـنغ والذي نظمت القبائل المنغولية الا تلك التي كانت تتبع الوية الماندشو الثمانية.
كل لواء ينقسم إلى عدد من السوم.
في منغوليا الداخلية اجتمعت العديد من الالوية في عصبة أو حلف.
بالنسبة للتنظيم الإداري الصيني المهيكل فان الالوية هي مرتبة من التنظيم يشبه التنظيم البلدي حيث هناك 49 لواء بالاضافة إلى 3 الوية ذاتية الحكم.